# Buhromyiella giganteosaetosa
Buhromyiella giganteosaetosa är en tvåvingeart som beskrevs av Holz 1970. Buhromyiella giganteosaetosa ingår i släktet Buhromyiella och familjen gallmyggor.
Artens utbredningsområde är Tyskland. Inga underarter finns listade i Catalogue of Life.